# I Am a Rock
Singles de Simon et Garfunkel
Homeward Bound
(1966) The Dangling Conversation
(1966)
I Am a Rock est une chanson composée par Paul Simon.
La chanson paraît pour la première fois sur le premier album solo de Simon, The Paul Simon Songbook, en 1965, et est également éditée en single, avec Leaves That Are Green en face B. 
À la suite du succès de la version électrique de The Sound of Silence, Simon reforme le duo Simon et Garfunkel avec Art Garfunkel. Ils enregistrent une nouvelle version de I Am a Rock qui figure sur leur second album, Sounds of Silence, sorti en janvier 1966. Également parue en single en mai de la même année, elle se classe dans le Top 5 aux États-Unis (3e du Billboard, 4e du Cashbox).

## Reprises
- The Hollies sur l'album Would You Believe? (1966)
- Red House Painters sur l'album Red House Painters (1993)
- Me First and the Gimme Gimmes sur l'album Have a Ball (1997)
- Arjen Lucassen sur l'album Strange Hobby (1997)
- April Wine sur l'album Back to the Mansion (2001)